# Bahnhof Berlin-Schöneweide
Der Bahnhof Berlin-Schöneweide ist ein Regional- und S-Bahnhof im Berliner Ortsteil Niederschöneweide des Bezirks Treptow-Köpenick. Er befindet sich an der Bahnstrecke Berlin–Görlitz (Görlitzer Bahn). Der Bahnhof zählte zu den drei zentralen Fernbahnhöfen Ost-Berlins. Zu ihm gehörte auch ein heute stillgelegter Rangierbahnhof. Im bahnamtlichen Betriebsstellenverzeichnis wird der S-Bahnhof unter dem Kürzel BSW und der Regionalbahnhof unter dem Kürzel BSWP geführt.

## Geschichte

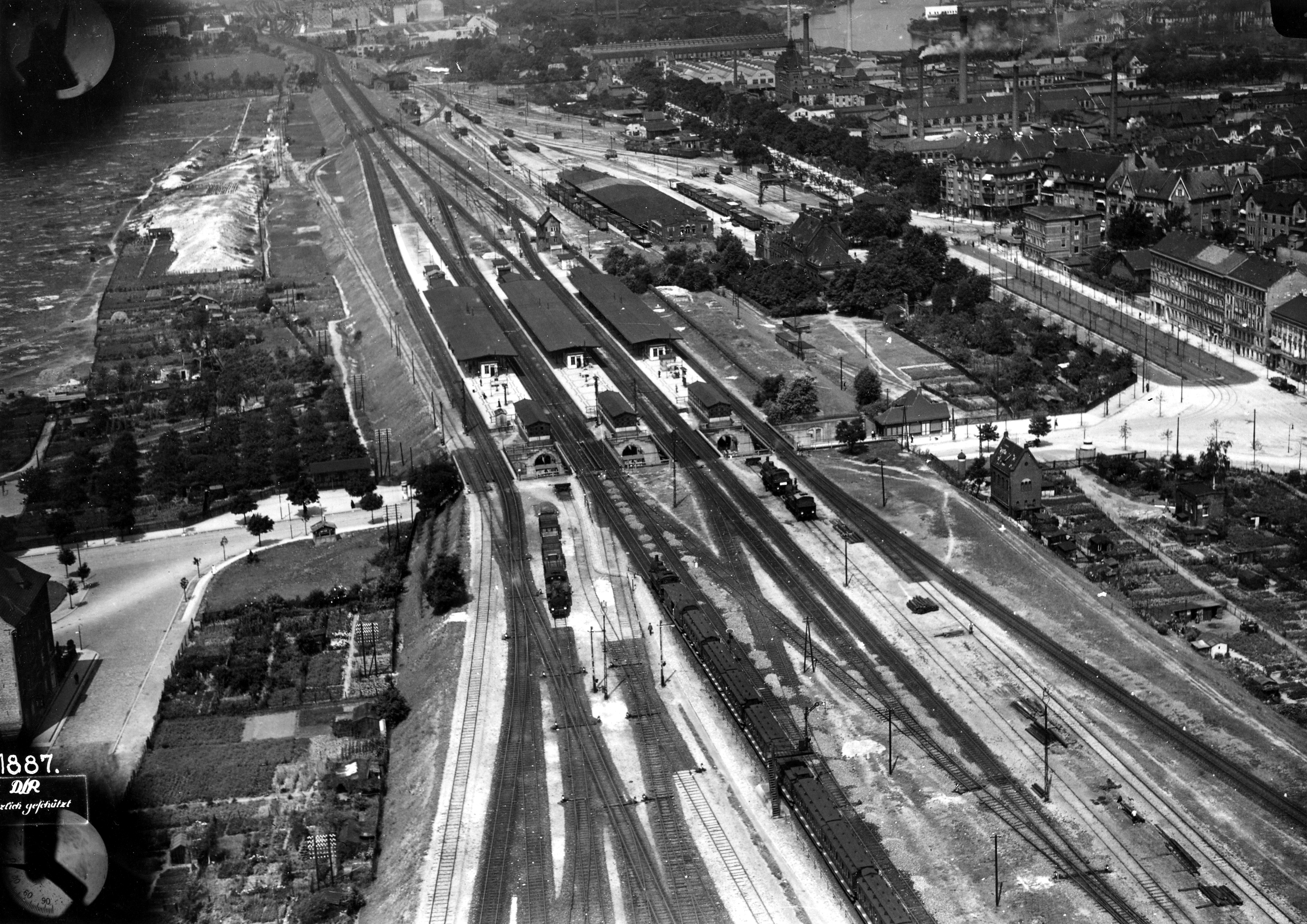
Luftbild, 1920

Der Bahnhof, zunächst nur ein Haltepunkt am Rande der Landgemeinde Niederschöneweide vor den Toren Berlins, wurde am 24. Mai 1868 an der Görlitzer Bahn eingerichtet. Zunächst wurde er als Neuer Krug bezeichnet, der Name geht auf eine Gaststätte in unmittelbarer Nähe zurück und verweist auf die Bedeutung des Haltepunktes für den Ausflugsverkehr. 1874 kam es zur Umbenennung in Neuer Krug – Johannisthal, die Landgemeinde Johannisthal befand sich ebenfalls in der Nähe des Haltepunkts. In den Jahren 1880 bis 1882 baute man den Haltepunkt zum Bahnhof Johannisthal-Niederschöneweide aus.
Da sich die Industrie in Nieder- und Oberschöneweide rasch entwickelte, entwickelte sich in diesem Bereich ein Schnittpunkt zahlreicher Bahnstrecken. Neben der Staatsbahn verkehrten auch Straßen- und Industriebahnen, letztere wurde als Bullenbahn bezeichnet. 1890/1891 wurde vom Bahnhof eine Zweigstrecke nach Spindlersfeld ausgefädelt; diese wurde später eine Teststrecke für den elektrischen Vorortverkehr der späteren Berliner S-Bahn.

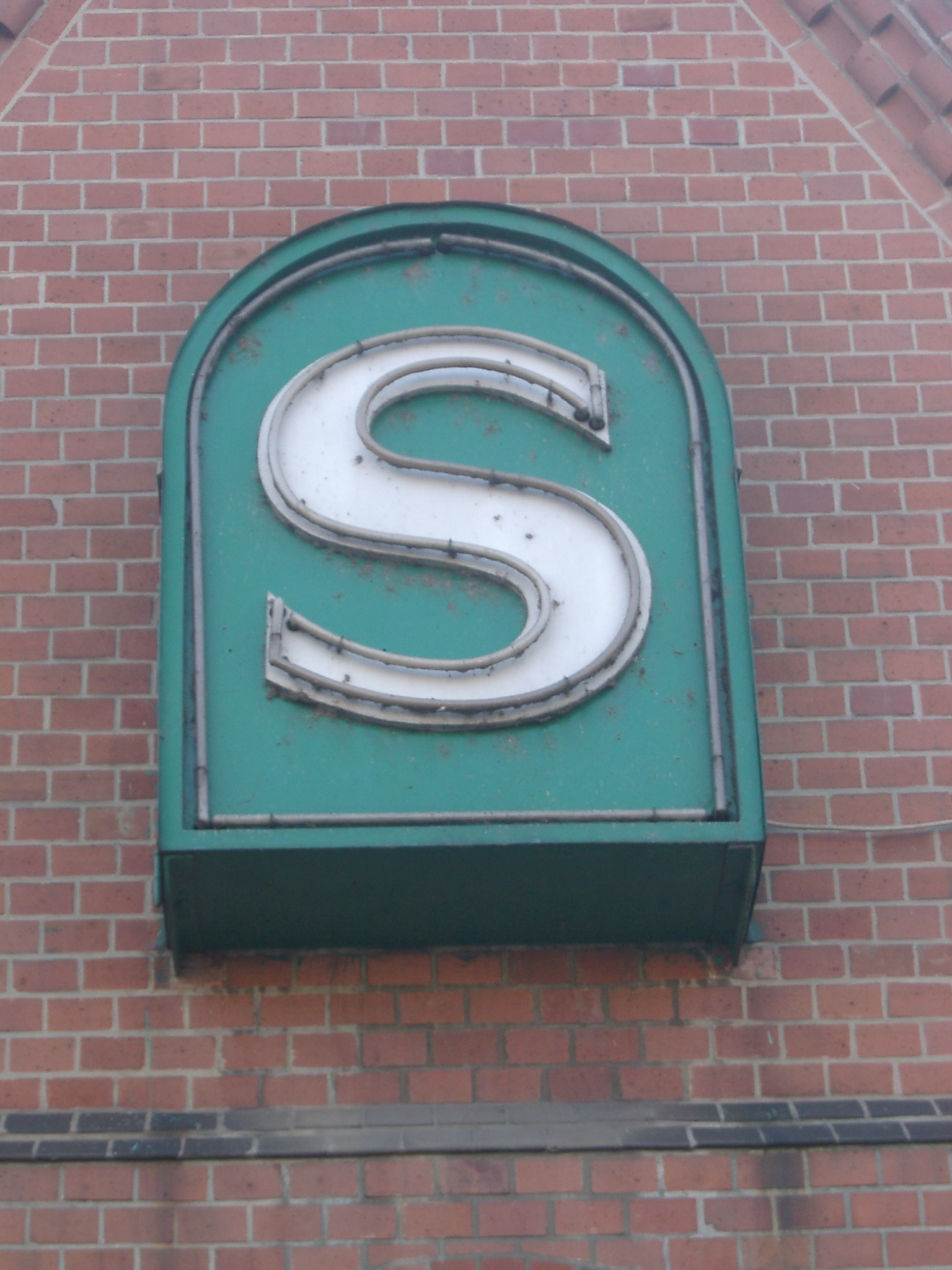
S-Bahn-Schild des Bahnhofs

Die Landgemeinde Niederschöneweide erreichte, dass der Bahnhof 1895 in Niederschöneweide-Johannisthal umbenannt wurde, da sie zum einen die Streckenverlängerung nach Spindlersfeld mitfinanziert hatte und zum anderen mehrere Betriebe private Werkbahnanschlüsse an das Schienennetz unter dieser Anschrift besaßen. Auch die Betriebe in Oberschöneweide, wie die durch Emil Rathenau errichteten AEG-Werkshallen, hatten einen Gleisanschluss mittels einer 1889 errichteten Holzbrücke über die Spree. Heute befindet sich an dieser Stelle die Stubenrauchbrücke (benannt nach Ernst Stubenrauch, einem verdienstvollen Kommunalpolitiker).
Durch die dichte Bebauung wurde die Hochlegung der Trasse auf einen Bahndamm erforderlich, um sie vom Individualverkehr zu trennen. Das dazu benötigte Baumaterial wurde möglicherweise beim Aushub des Teltowkanals und des Britzer Zweigkanals gewonnen. Gleichzeitig wurden die Fern- von den Vorortgleisen getrennt und die Schöneweider Personenbahnhofsanlage im Zuge dieser Maßnahme auf die heutigen sechs Bahnsteiggleise ausgebaut. Am 1. Mai 1906 war der Umbau abgeschlossen. Nördlich der drei benutzten Bahnsteige befand sich das Relikt eines stillgelegten oder niemals fertiggestellten vierten Bahnsteigs zwischen dem östlichen Zugang und dem Verbindungstunnel des Empfangsgebäudes zu den Bahnsteigen (westlicher Zugang, dort war der zugehörige Bahndamm unterbrochen). Bis zur Erneuerung der Brücken waren auch Widerlager für den Einbau der beiden zusätzlichen Gleise vorhanden. Der vollständig überwucherte Bahnsteig wurde mit Beginn des Umbaus in den 2010er Jahren freigelegt und ist inzwischen weitgehend beseitigt.
Der elektrische Vorortbahnverkehr erreichte den Bahnhof Schöneweide aus der Berliner Innenstadt. Am 6. November 1928 erreichte der erste elektrische S-Bahnzug den Bahnhof. Die „Große Elektrisierung“ ging über Schöneweide hinaus weiter nach Spindlersfeld und nach Grünau. 1929 erhielt der Bahnhof seinen noch heute gültigen Namen Schöneweide.
Durch den Zweiten Weltkrieg und die anschließende Teilung Berlins fehlte der überwiegend in der DDR verlaufenden Strecke der Görlitzer Bahn nun der Abschluss am Görlitzer Bahnhof, da dieser in West-Berlin lag und nicht erreichbar war. Die Züge wurden daher an den Bahnhöfen (Baumschulenweg, Schöneweide, Adlershof und Grünau) ausgesetzt beziehungsweise nach Lichtenberg verlegt. Schöneweide war der wichtigste dieser Bahnhöfe. Die Bahnhöfe in Adlershof und Grünau verloren bereits in den 1950er Jahren wieder ihre Aufgaben im Regionalverkehr und wurden im Personenverkehr nur noch von S-Bahnen bedient.

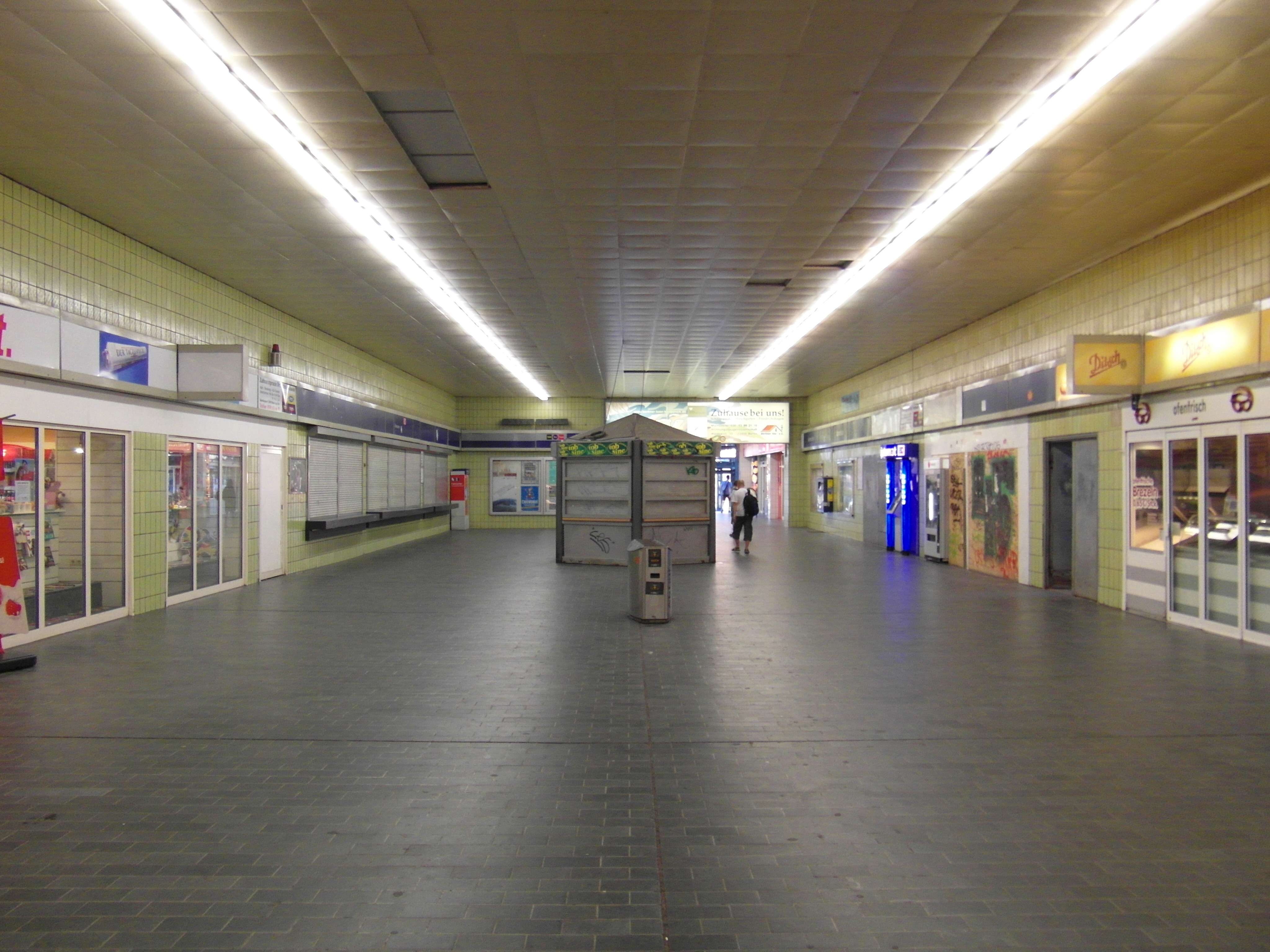
Bahnhofshalle, im Dezember 2018 geschlossen

Der Bahnhof Schöneweide diente nicht nur dem Verkehr auf der Görlitzer Bahn, sondern wickelte auch einen großen Teil der Verbindungen in andere Regionen im mittleren und südlichen Teil der DDR ab. In den 1970er Jahren fuhren von Schöneweide Direktzüge nach Dresden, Cottbus, Dessau und Aschersleben. Es gab Pläne, den Bahnhof zum dritten großen Fernbahnhof der Hauptstadt der DDR (neben Ostbahnhof, später Hauptbahnhof, und Berlin-Lichtenberg) auszubauen. Dazu kam es nicht mehr. Der gesamte Reisezugverkehr in Schöneweide wurde stets über zwei Gleise an einem Fernbahnsteig abgewickelt.
Durch den Mitte der 1970er Jahre erfolgten sechsstreifigen Ausbau der anliegenden Fernverkehrsstraße 96 ging die ursprüngliche räumliche Nähe zwischen Bahnhof und dem Ortsteil Schöneweide mit seinen Wohngebieten und Industrieanlagen verloren.
Nach der politischen Wende wurde der Fernverkehr systematisch auf die Stadtbahn oder nach Lichtenberg verlegt, der Regionalverkehr blieb allerdings vorerst in geringem Umfang erhalten. Aufgrund einer sanierungsbedürftigen Brücke am Bahnhof Ostkreuz endeten und begannen die ehemals von oder nach Berlin-Lichtenberg fahrenden Regionalzüge nun bereits in Schöneweide, die Fernbahngleise zwischen Ostkreuz und Schöneweide waren mehr als ein Jahrzehnt außer Betrieb.
Im Jahr 2009 wurde die südlich an die Reiseverkehrsanlagen anschließende Zugbildungsanlage der S-Bahn grundlegend erneuert.
Zum Fahrplanwechsel am 11. Dezember 2011 wurde der Regionalverkehr in Schöneweide wegen Bauarbeiten für mehrere Jahre eingestellt. Die zuletzt hier endenden Züge der Linie OE 36 aus Richtung Frankfurt (Oder) über Königs Wusterhausen wurden über den Berliner Außenring zum Bahnhof Berlin-Lichtenberg umgeleitet.
Im Oktober 2012 schrieb die Deutsche Bahn die Erneuerung der Eisenbahnbrücken über den Sterndamm aus.
Seit dem Fahrplanwechsel im Dezember 2014 fährt die RB 36 (ehemals: OE 36) nur noch zwischen Königs Wusterhausen und Frankfurt (Oder). Die Wiederinbetriebnahme eines der beiden baubedingt unterbrochenen Fernbahngleise am Bahnhof Schöneweide erfolgte nach Fertigstellung des Ringbahnsteiges am Ostkreuz zum Fahrplanwechsel im Dezember 2015, seit dem 21. März 2016 hält die RB 24 in beiden Richtungen einmal stündlich in Berlin-Schöneweide. Dadurch hat der Bahnhof wieder eine direkte Verbindung nach Eberswalde erhalten. Seit dem Fahrplanwechsel 2022/2023 hält zudem die RB 32, welche zwischen Schönefeld und Oranienburg verkehrt, am Bahnhof Schöneweide.
Güterbahnhof und Betriebswerk
Südöstlich des Personenbahnhofes, westlich des heutigen Verlaufs der Bahnstrecke, lag der Güterbahnhof Schöneweide. Er entstand zwischen 1886 und 1888 und wurde mehrfach erweitert. 1998 wurde er stillgelegt. Er ist inzwischen vollkommen von Gleisen befreit und teilweise überbaut. Zwischen Güterbahnhof und Bahnstrecke lag seit 1906 das Bahnbetriebswerk Schöneweide, mit 23-m-Drehscheibe, Ringlokschuppen mit 20 Ständen, und einem ebenfalls 1906 erbauten Wasserturm. 1998 wurde es aufgegeben. Die Anlagen des Bahnbetriebswerkes stehen unter Denkmalschutz. Seit 2018 gehört das Gelände dem Verein Dampflokfreunde Berlin e. V.

## Umbau

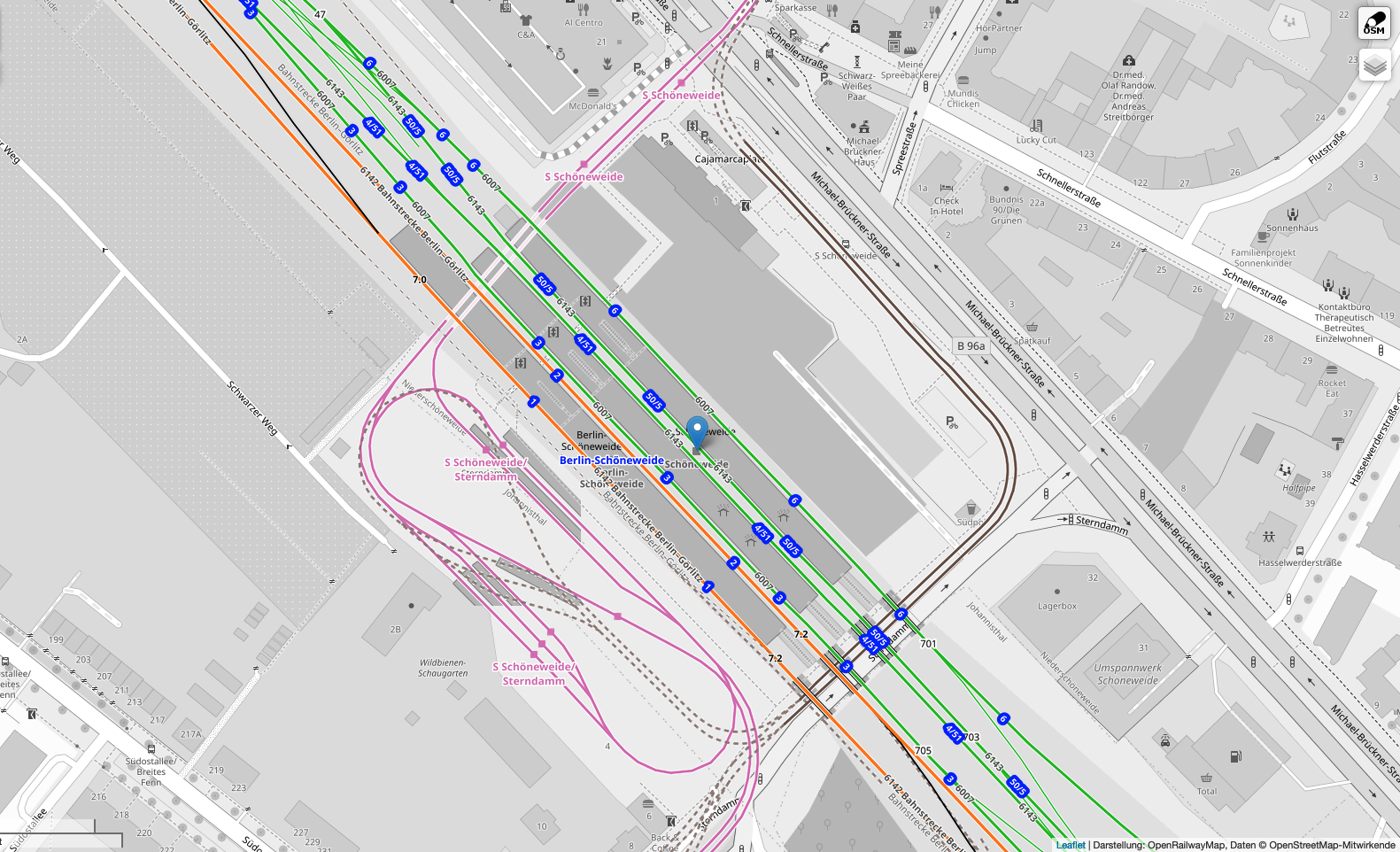
Umbau der Tram-/Busschleife südlich des Bahnhofs mit neuer Untertunnelung in der Verlängerung der Brückenstraße unter dem Bahndamm hindurch. Alte Gleisführung Braun gestrichelt.
Eröffnung: 17. August 2024

Im Zuge der Grunderneuerung der Görlitzer Bahn in Berlin wurde auch der Bahnhof Schöneweide modernisiert und umgebaut. Der Personentunnel wurde nach Südwesten durchgestochen sowie für die Straßenbahn ein eigener Tunnel durch den Bahndamm in Verlängerung der Brückenstraße errichtet. Die Brücken über den Sterndamm sowie die Bahnsteige wurden erneuert, das Empfangsgebäude modernisiert und der nördliche Vorplatz neu gestaltet. Stand 2013 sollten 45 Millionen Euro in den Umbau investiert werden. Die Baumaßnahmen begannen im März 2013 und sollten ursprünglich bis 2018 vollständig abgeschlossen werden. Tatsächlich umgesetzt bis Ende 2018 war dagegen lediglich die Erneuerung der Brücken über den Sterndamm und der zugehörigen südlichen Bahnsteigzugänge, letztere wurden am 12. Oktober des Jahres freigegeben.
Seit 2019 wurden der Personentunnel und die Bahnsteige erneuert sowie der Straßenbahntunnel errichtet. Die in den 1970er Jahren errichtete Mittelhalle (zwischen Bahnhofsgebäude und Personentunnel) wurde abgerissen, ein direkter Ersatzneubau ist nicht vorgesehen. Der Zugang durch das Empfangsgebäude ist seit Dezember 2018 geschlossen. Ab März 2019 sollte der Fußgängertunnel für die weiteren Bauarbeiten gesperrt und der Zugang zu den Bahnsteigen zunächst ausschließlich vom Sterndamm aus möglich sein. Dies verzögerte sich jedoch, da dort – finanziert durch das Land Berlin – zunächst temporäre Aufzüge errichtet werden mussten, die einen barrierefreien Zugang zu den S-Bahnsteigen auch während der Bauzeit ermöglichen. Diese wurden am 13. September 2019 in Betrieb genommen, anschließend konnte der Fußgängertunnel gesperrt werden. Im Jahr 2019 ersetzte ein provisorisches Containerstellwerk das bisherige Relaisstellwerk Swn. Im Dezember 2020 ging die erneuerte Bahnsteigkante Gleis 6 wieder in Betrieb, das Gleis 3 wurde für die nächste Bauphase gesperrt. Strittig war die von der Deutschen Bahn angestrebte Verkürzung des Fernbahnsteigs. Zudem wurde ein Neubau eines elektronischen Stellwerks auf der Ostseite der Gleise errichtet.
Die Baumaßnahmen der Deutschen Bahn am Bahnhof waren im Juni 2024 abgeschlossen. Der Umbau der Tramschleife einschließlich Bushaltestellen und Abstellflächen durch die BVG war im August 2024 fertiggestellt.

## Verkehrsanbindung
Der Bahnhof ist mit den Linien S45, S46, S47, S8, S85 und S9 der Berliner S-Bahn sowie den Regionalbahnlinien RB 24 und RB 32 der Deutschen Bahn zu erreichen. Außerdem wird der Bahnhof von sechs Straßenbahnlinien (M17, 21, 37, 60, 61, 67) und sieben Tagesbuslinien (M11, X11, 160, 163, 165, 166, 265) sowie zwei Nachtbuslinien (N60, N65) der BVG bedient. Damit ist der Bahnhof Schöneweide einer der wichtigen Umsteigeknoten im Berliner Südosten.
2020–2021 entstand eine Straßenbahn-Neubaustrecke zwischen dem S-Bahnhof Schöneweide und der Wissenschaftsstadt Adlershof über den Groß-Berliner Damm. Seit der Fertigstellung im Herbst 2021 verkehrt die M17 über Schöneweide hinaus bis zum S-Bahnhof Adlershof, die Linie 61 in Gegenrichtung aus Adlershof bis Schöneweide.
| Linie                    | Verlauf | Takt (min) | EVU              |
| ------------------------ | --- | ---------- | ---------------- |
| RB 24                    | Schönefeld (bei Berlin) – Berlin-Schöneweide – Berlin Ostkreuz – Berlin-Lichtenberg – Hohenschönhausen – Bernau (b Berlin) – Rüdnitz – Biesenthal – Melchow – Eberswalde Hbf | 60         | DB Regio Nordost |
| RB 32                    | Schönefeld (bei Berlin) – Berlin-Schöneweide – Berlin Ostkreuz – Berlin-Lichtenberg – Berlin-Hohenschönhausen – Oranienburg | 60         | DB Regio Nordost |
|                          | Südkreuz – Tempelhof – Hermannstraße – Neukölln – Köllnische Heide – Baumschulenweg – Schöneweide – Johannisthal – Adlershof – Altglienicke – Grünbergallee – Schönefeld (bei Berlin) – Waßmannsdorf – Flughafen BER | 20         | S-Bahn Berlin    |
|                          | Westend – Messe Nord/ZOB – Westkreuz – Halensee – Hohenzollerndamm – Heidelberger Platz – Bundesplatz – Innsbrucker Platz – Schöneberg – Südkreuz – Tempelhof – Hermannstraße – Neukölln – Köllnische Heide – Baumschulenweg – Schöneweide – Johannisthal – Adlershof – Grünau – Eichwalde – Zeuthen – Wildau – Königs Wusterhausen | 20         | S-Bahn Berlin    |
|                          | Hermannstraße – Neukölln – Köllnische Heide – Baumschulenweg – Schöneweide – Oberspree – Spindlersfeld | 20         | S-Bahn Berlin    |
|                          | Birkenwerder – Hohen Neuendorf – Bergfelde – Schönfließ – Mühlenbeck-Mönchmühle – Blankenburg – Pankow-Heinersdorf – Pankow – Bornholmer Straße – Schönhauser Allee – Prenzlauer Allee – Greifswalder Straße – Landsberger Allee – Storkower Straße – Frankfurter Allee – Ostkreuz – Treptower Park – Plänterwald – Baumschulenweg – Schöneweide – Johannisthal – Adlershof – Grünau (– Eichwalde – Zeuthen – Wildau)                                                        | 20         | S-Bahn Berlin    |
|                          | Frohnau – Hermsdorf – Waidmannslust – Wittenau (Wilhelmsruher Damm) – Wilhelmsruh – Schönholz – Wollankstraße – Bornholmer Straße – Schönhauser Allee – Prenzlauer Allee – Greifswalder Straße – Landsberger Allee – Storkower Straße – Frankfurter Allee – Ostkreuz – Treptower Park – Plänterwald – Baumschulenweg – Schöneweide (– Johannisthal – Adlershof – Grünau) | 20         | S-Bahn Berlin    |
|                          | Spandau – Stresow – Pichelsberg – Olympiastadion – Heerstraße – Messe Süd – Westkreuz – Charlottenburg – Savignyplatz – Zoologischer Garten – Tiergarten – Bellevue – Hauptbahnhof – Friedrichstraße – Hackescher Markt – Alexanderplatz – Jannowitzbrücke – Ostbahnhof – Warschauer Straße – Treptower Park – Plänterwald – Baumschulenweg – Schöneweide – Johannisthal – Adlershof – Altglienicke – Grünbergallee – Schönefeld (bei Berlin) – Waßmannsdorf – Flughafen BER | 20         | S-Bahn Berlin    |
| Stand: 15. Dezember 2024 | |            |                  |